# Melanaspis deliquescens
Melanaspis deliquescens är en insektsart som beskrevs av Ferris 1941. Melanaspis deliquescens ingår i släktet Melanaspis och familjen pansarsköldlöss. Inga underarter finns listade i Catalogue of Life.